# Sempati Air
Sempati Air was een Indonesische luchtvaartmaatschappij die gedeeltelijk eigendom was van familie en vrienden van de Indonesische president Soeharto. Sempati Air ging failliet in mei 1998.

## Geschiedenis
De luchtvaartmaatschappij werd in december 1968 opgericht als PT Sempati Air Transport en voerde zijn eerste vlucht uit in maart 1969 met een Douglas DC-3. In het begin voerde PT Sempati Air Transport enkel vluchten uit voor oliemaatschappijen, kort hierna kocht het bedrijf enkele extra Douglas DC-3's en een Fokker F27 Friendship aan. Deze werden gebruikt voor lijnvluchten naar Singapore, Kuala Lumpur en Manilla.
In 1995 kocht men een Boeing 707 voor lijnvluchten tussen Jakarta en Tokio, deze route werd later door de overheid overgedragen aan Garuda Indonesia.
Door restricties van de overheid mochten private luchtvaartmaatschappijen tot de jaren 80 geen andere toestellen aankopen dan Fokker F27's. Hierdoor werden de Douglas DC-3's vervangen door Fokker F27 Friendships. De laatste Douglas DC-3 werd vervangen in 1977.
In het einde van de jaren 80 werden er Fokker 100's en Boeing 737's in de vloot geïntroduceerd. Later werd ook de Airbus A300 in de vloot geïntroduceerd en begon Sempati Air met het uitvoeren van regionale vluchten naar Zuidoost-Azië en Australië.
In 1994 werd de naam veranderd in Sempati Air. In 1998 leed Indonesië aan een financiële crisis die resulteerde in het faillissement van Sempati Air. 
De IATA-code van Sempati Air wordt tegenwoordig gebruikt door SpiceJet.

## Bestemmingen
PT Sempati Air Transport en Sempati Air vlogen op volgende steden:
Ambon, Balikpapan, Bandung, Banjarmasin, Batam, Denpasar, Dili, Jakarta, Jayapura, Kendari, Kupang, Makassar, Manado, Mataram, Medan, Padang, Palangkaraya, Palu, Perth, Pekanbaru, Semarang, Surabaya, Surakarta, Tanjung Pinang, Tarakan, Timika en Yogyakarta.

## Vloot
Gedurende de 30 jaar dat PT Sempati Air Transport en Sempati Air bestonden bezat de luchtvaartmaatschappij volgende toestellen:
| Type           | Aantal   |
| Airbus A300B4  | 4        |
| Boeing 737-230 | 2        |
| Boeing 737-281 | 6        |
| Douglas DC-3   | Onbekend |
| Fokker F100    | 7        |
| Fokker F70     | 2        |
| Fokker F27     | 4        |